# 前田美紅
前田 美紅（まえだ みく、1998年5月5日 - ）は、日本の女子バレーボール選手である。

## 来歴
長野県長野市出身。友達に誘われて小学4年生からバレーボールを始めた。
松商学園高等学校、岐阜協立大学を経て、2020-21シーズン、V.LEAGUE DIVISION2 WOMEN（V2女子）に所属するプレステージ・インターナショナルアランマーレの内定選手となった。
2021年、大学卒業後に、プレステージ・インターナショナルアランマーレに入団した。入団1シーズン目となる2021-22シーズンにV2女子の試合に出場し、Vリーグデビューを果たした。
2022年、V・サマーリーグ東部大会でV2-フレッシュスター賞を受賞した。2022-23シーズン、レギュラーに定着し、V2女子優勝とV1昇格に貢献した。
2023-24シーズン、V1女子の試合に出場し、V1デビューを果たした。

## 所属チーム
- 松商学園高等学校（2014-2017年）
- 岐阜協立大学（2017-2021年）
- プレステージ・インターナショナルアランマーレ/アランマーレ山形（2021年-）

## 受賞歴
- 2022年 - V・サマーリーグ東部大会 V2-フレッシュスター賞